# Different Class
Albums de Pulp
His 'N' Hers
(1994) This Is Hardcore
(1998)
Singles
1. Common People / Underwear
Sortie : 22 mai 1995
2. Mis-Shapes / Sorted for E's & Wizz
Sortie : 25 septembre 1995
3. Disco 2000 / Ansaphone
Sortie : 27 novembre 1995
4. Something Changed / Mile End
Sortie : 25 mars 1996

Different Class est un album du groupe Pulp, sorti en 1995. Il a rencontré un grand succès populaire et critique.
Les thèmes abordés dans les chansons tournent principalement autour des relations amoureuses et des tensions entre classes sociales, notamment le morceau Common People ("les gens du peuple" ou "les gens ordinaires"), très célèbre au Royaume-Uni et souvent considéré comme un classique de la musique pop.
Le titre I Spy est utilisé dans la bande originale du film Mission impossible (1996) de Brian de Palma.

## Liste des morceaux
Toutes les chansons sont écrites et composées par Jarvis Cocker, Nick Banks, Steve Mackey, Russell Senior, Candida Doyle and Mark Webber.
| 1.  | Mis-Shapes                        | 3:46 |
| 2.  | Pencil Skirt                      | 3:11 |
| 3.  | Common People                     | 5:50 |
| 4.  | I Spy                             | 5:55 |
| 5.  | Disco 2000                        | 4:33 |
| 6.  | Live Bed Show                     | 3:29 |
| 7.  | Something Changed                 | 3:18 |
| 8.  | Sorted for E's & Wizz             | 3:47 |
| 9.  | F.E.E.L.I.N.G.C.A.L.L.E.D.L.O.V.E | 6:01 |
| 10. | Underwear                         | 4:06 |
| 11. | Monday Morning                    | 4:16 |
| 12. | Bar Italia                        | 3:42 |

## Singles extraits de l'album
1. Common People / Underwear
2. Mis-Shapes / Sorted for E's & Wizz
3. Disco 2000 / Ansaphone
4. Something Changed / Mile End